# Dowiany
Dowiany (lit. Daujėnai) – miasteczko na Litwie, położone w okręgu poniewieskim, w rejonie pozwolskim, nad rzeką Orią. Liczy 479 mieszkańców (2001).
W Dowianach znajduje się zabytkowy kościół Imienia Jezus.